# Полость промежуточного паруса
Полость (киста) промежуточного паруса (лат. Cavum veli interpositi) — состояние, при котором отмечается расширение цистерны промежуточного паруса. Достаточно часто встречается у новорожденных.
На аксиальных изображениях при КТ/МРТ отмечается дополнительное ликворное пространство треугольной формы между боковыми желудочками, на сагиттальных изображениях — линейное или овоидное скопление ликвора под сводом мозга, выше 3-го желудочка.
Как правило, не вызывает каких-либо изменений в клиническом состоянии, однако крупная киста может приводить к обструктивной гидроцефалии. В большинстве случаев не требует лечения.